# Siphocampylus argentinus
Siphocampylus argentinus là loài thực vật có hoa trong họ Hoa chuông. Loài này được (Griseb.) Hieron. ex E.Wimm. miêu tả khoa học đầu tiên năm 1935.